# Халіман Ігор Федорович
Халіман Ігор Федорович (*11 серпня 1961, Лупасове - †22 жовтня 2015) — публіцист і краєзнавець, поет, член Національної спілки журналістів України.

## Біографія
Народився 11 серпня 1961 року у селі Лупасове, Корюківського району, де закінчив восьмирічну школу. Закінчив Прилуцьке педагогічне училище ім. І. Франка. Строкову військову службу проходив у 1980–1982 роках на кордоні СРСР з Афганістаном, учасник бойових дій. Після служби в армії — працював на Чернігівському радіо приладному заводі, вчителював, потім робота в органах внутрішніх справ, журналістика.
Працюючи в районній газеті «Новини Городнянщини», вступив на факультет журналістики Київського державного університету ім. Т. Г. Шевченка. З лютого 1994 року працював кореспондентом та завідувачем відділу з соціальних питань Корюківської районної газети «Маяк».
Ігор Халіман — знатний публіцист і краєзнавець, поет, член Національної спілки журналістів України.  
Помер 22 жовтня 2015 року. 

## Нагороди
Має низку військових та відомчих нагород, серед яких: Почесні грамоти районної та обласної ради, Почесна грамота Державного комітету телебачення та радіомовлення України, Подяка голови державного комітету інформаційної політики України, відзнаки Всеукраїнських громадських організацій.
За багаторічну сумлінну працю та вагомий особливий внесок у розвитку вітчизняної журналістики, Указом Президента України від 6 червня 2011 року його нагороджено медаллю «За працю і звитягу». До 2015 року Ігор Федорович працював коректором в Корюківській районній газет «Маяк».